# Mise en place
El término mise en place (pronunciación francesa: [mi zɑ̃ ˈplas], traducción literal que significa 'preparado al uso', ó literalmente;  'preparación - organización previa'),se emplea en gastronomía para definir el conjunto de tareas de organizar y ordenar los ingredientes (ej. cortes de carne, condimentos, salsas, artículos pre-cocinados, especias, verduras recién cortadas y otros componentes), que un cocinero requiera para los elementos del menú que se va a preparar durante un turno o servicio de comidas.   
Se traduce, en el recopilar y poner a punto, los ingredientes de los diversos cajones o recipientes, medir su cantidad y picarlos convenientemente, adquirir los utensilios de cocina (cuchillo, tenedores,  cubertería). En el comedor se traduce en la disposición de mesas, cubertería, mantelería, etc.  El mise en place es una de las descripciones que aparece en los libros acerca de las recetas de cocina.
El cocinero que prepara una adecuada mise en place puede realizar las labores de cocinado y ensamblaje de platos sin estrés. Entiéndase que son  todos los preparativos previos, que se realizan antes de comenzar el servicio o producción del día. Es casi obligado en cocinas profesionales donde los platos necesitan de elaboración en tiempos determinados. El concepto nace de la época de Auguste Escoffier y algunos cocineros modernos dicen del mise en place ser su religión: Anthony Bourdain. La práctica también es eficaz en la cocina de casa.

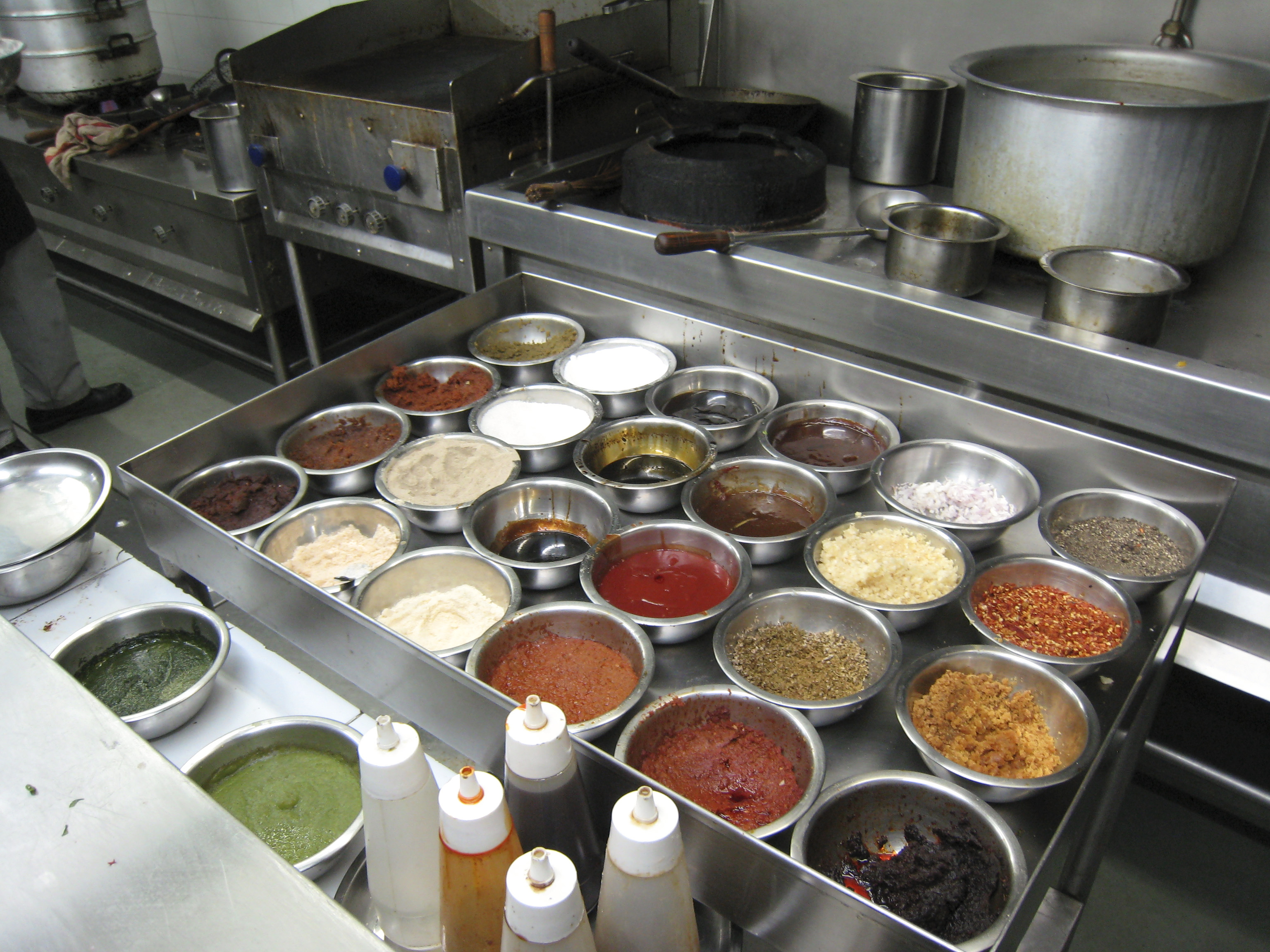
Mise en place en una cocina profesional
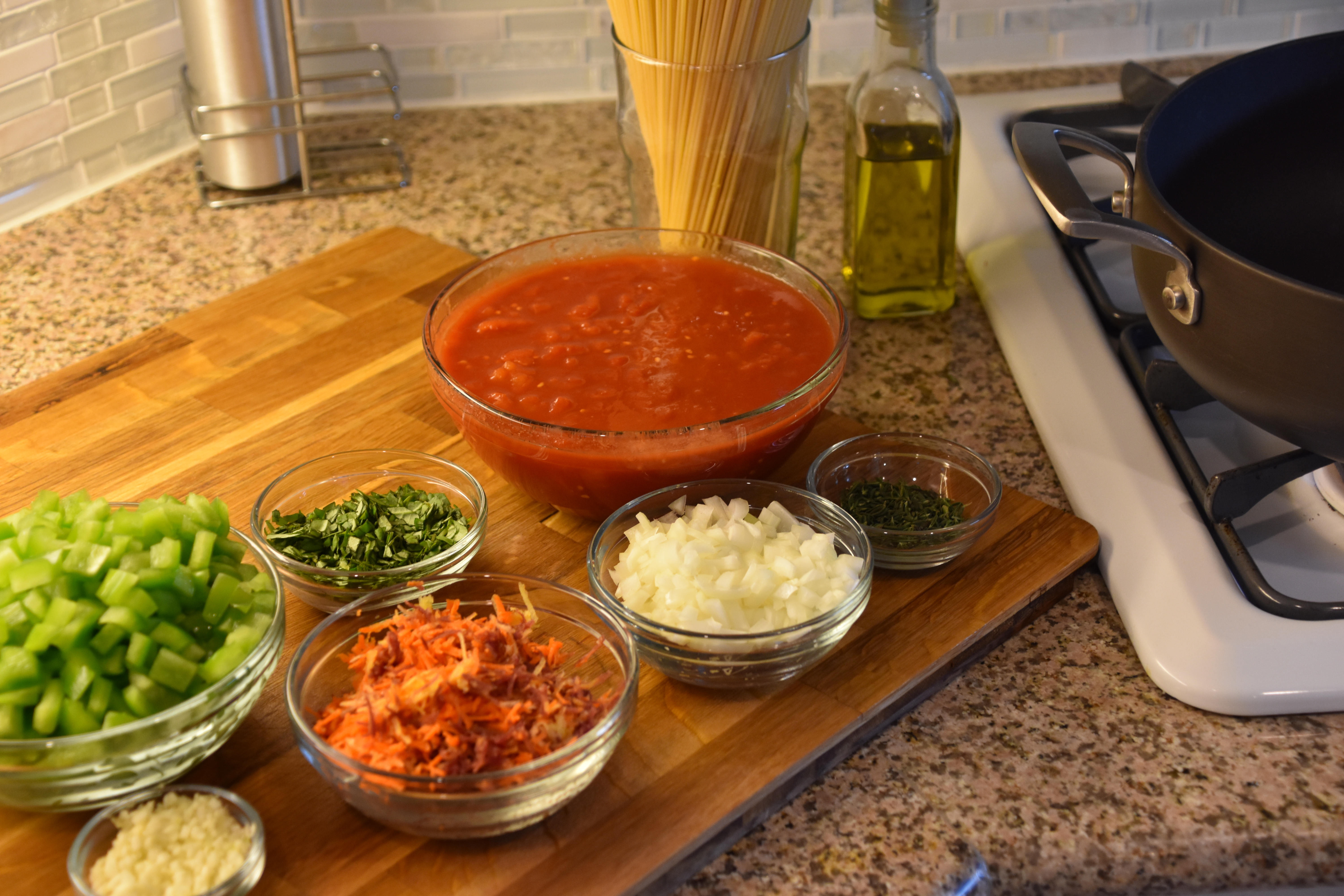
Ingredientes dispuestos para la elaboración de una salsa para spaguettis
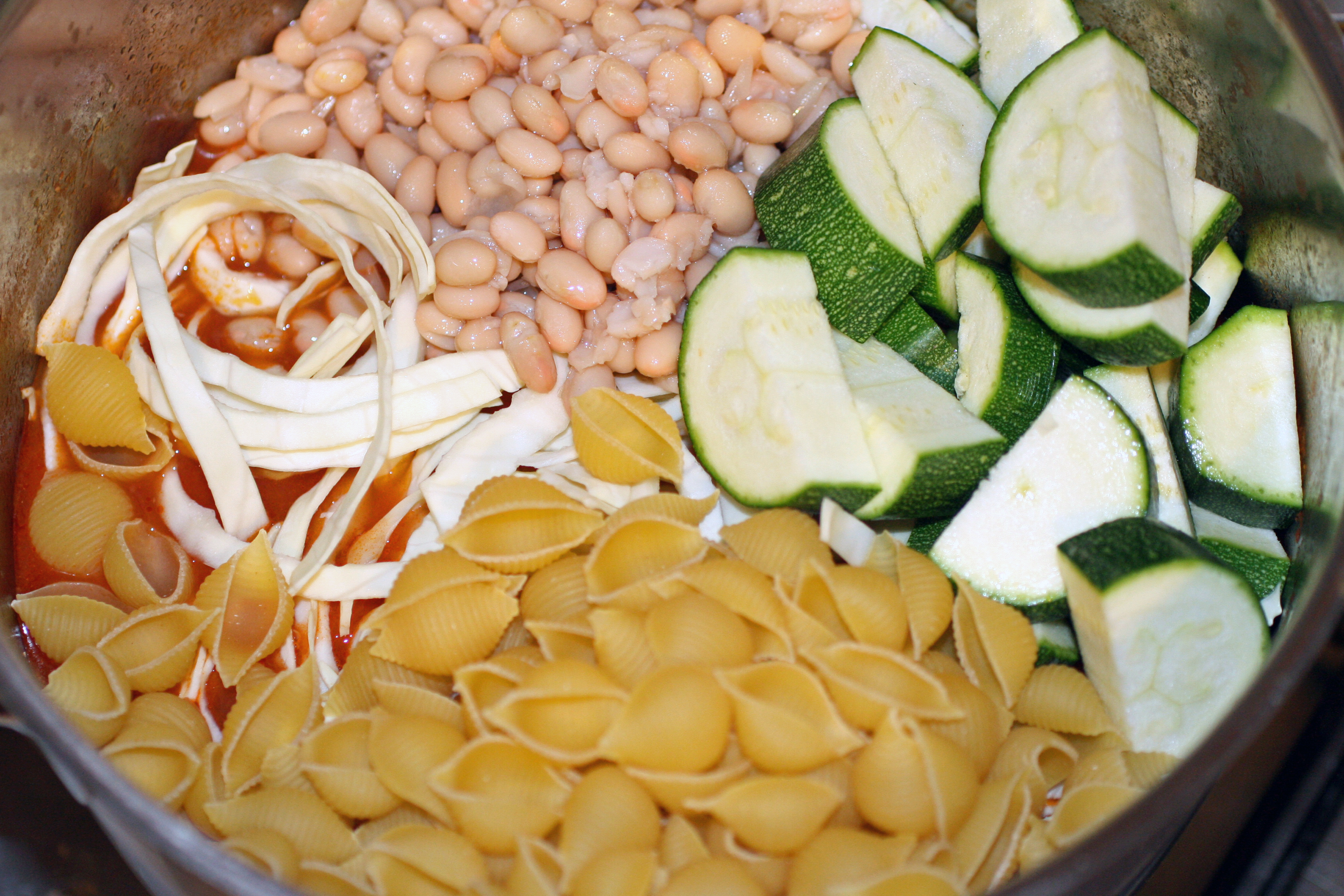
Ingredientes para una minestrone
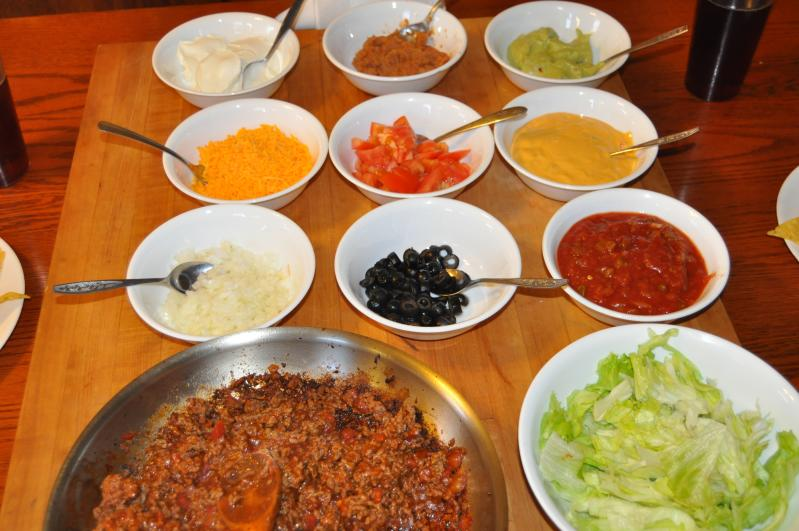
Mise en place para preparar relleno para tacos
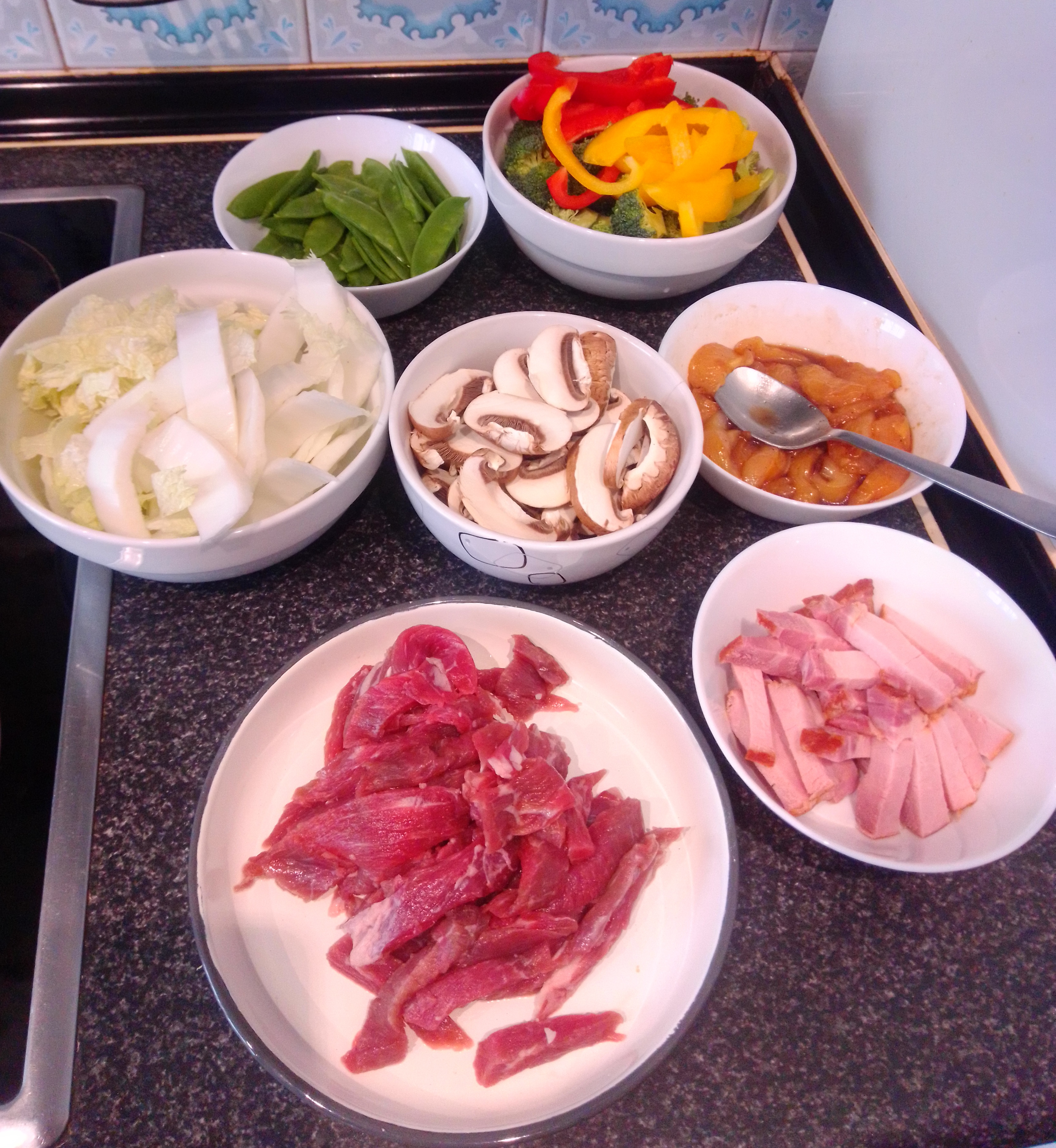
Mise en place para preparar cocina chifa